# Elias Majdalani
Elias Majdalani, Iljas Madżdalani (arab.: الياس مجدلاني, Ilyās Maǧdalāni; ur. 12 czerwca 1966) – libański narciarz alpejski, dwukrotny uczestnik zimowych igrzysk olimpijskich.
Najlepszym wynikiem Majadalaniego na zimowych igrzyskach olimpijskich jest 32. miejsce podczas igrzysk w Calgary w supergigancie.
Majdalani nigdy nie wziął udziału w mistrzostwach świata.
Majdalani nigdy nie wystartował w zawodach Pucharu Świata.

## Osiągnięcia

### Zimowe igrzyska olimpijskie
| Igrzyska         | Konkurencja | Czas    | Wynik | Zwycięzca           |
| ---------------- | ----------- | ------- | ----- | ------------------- |
| Calgary 1988     | Supergigant | 1:47.58 | 32.   | Franck Piccard      |
| Calgary 1988     | Gigant      | 2:19.58 | 38.   | Alberto Tomba       |
| Calgary 1988     | Slalom      | -       | DNF   | Alberto Tomba       |
| Albertville 1992 | Supergigant | 1:22.13 | 58.   | Kjetil André Aamodt |
| Albertville 1992 | Gigant      | 2:35.77 | 57.   | Alberto Tomba       |